# Kim cang tán không cuống
Kim cang tán không cuống (danh pháp: Smilax elegantissima) là một loài thực vật có hoa trong họ Smilacaceae. Loài này được Gagnep. miêu tả khoa học đầu tiên năm 1934.